# Полла, Барбара
Барбара Полла (нем. Barbara Polla; 7 марта 1950) — швейцарский врач, галерист, писатель и либеральный политик.

## Биография
Барбара Полла — дочь художницы Энн-Мэри Имхоф и Родольфа Имхофа. Выросла в Женеве, провела год в Греции в возрасте 17 лет. Получила высшее медицинское образование в Женеве, имеет диплом по специальностям общая терапия, пульмонология и иммуно-аллергология. Занималась исследовательской работой в Массачусетском медицинском центре в Бостоне при Гарвардском медицинском институте. Вернулась в Женеву в 1989 году и возглавила отделение аллергологии в Университетском кантональном госпитале. С 1993 по 2000 год руководила лабораторией респираторной физиологии факультета Кошена в Университете Париж V, работала ведущим научным сотрудником Национального института здравоохранения и медицинских исследований (UNSERM). Занималась проблемой белков теплового шока (HSP) и свободных радикалов кислорода. Автор и соавтор около 100 оригинальных научных статей в специализированных изданиях — таких как «Журнал Академии наук США», «Журнал по проблемам клинических исследований», «Американский журнал по вопросам физиологии», а также многочисленных публикаций в научных журналах по вопросам стрессовых белков, оксидантов и антиоксидантов. Является президентом «Forever Lazer Institute» (Институт медицинской эстетики) и одним из создателей косметической линии по уходу за кожей, выпускаемой вашингтонской фирмой «Alchimie Forever», возглавляемой её дочерью Адой Полла.
С 1991 года активно участвовала в политической жизни Швейцарии, избиралась муниципальным советником (1991—1993), была депутатом совета кантона Женева (1993—1999) и занимала пост национального советника (1999—2003). В 2007 году вышла из Либеральной партии Женевы.

## Искусство
С 1991 года руководит художественной галереей «Analix Forever», характерными особенностями которой являются осуществление программы поддержки творчества современных художников, таких как Треси Эмин, Ванесса Бикрофт, Елена Ковылина, Маурицио Кателлан, проявляет интерес ко всем областям искусства и самым разнообразным формам выражения, активное сотрудничество с критиками-искусствоведами и внешними экспертами, а также публикация искусствоведческих материалов.
Регулярно читает лекции по проблемам взаимодействия искусства и моды во Французском институте моды и в Высшей школе искусства и дизайна (Женева). Она — автор книг, а также обзорных статей и очерков в таких периодических изданиях, как «Котидьен», «Ажефи», «Трибюн де Женев» и «24 часа» (франкоязычная Швейцария), «Ситизен К» «Ньюк», «Бласт», «Крэш» (Париж) и «Барикалдана» (Кувейт).

## Публикации
- Asthme et allergie, éd. Médecine et Hygiène, Genève, 1993
- Incertaine identité, avec Olivier Zahm, Luigi L. Polla, Ed. Georg, 1994
- Stress-inducible cellular responses, avec Feige U. Morimoto RI. Yahara I., éd. BirkhäuserVerlag (Basel, Boston, Berlin), 1996
- L’inflammation, avec Russo-Marie F. Pelletier A., Médecine/Sciences, éd. John Libbey, 1998
- Étreinte, Ed. de l’Aire, 2003
- La Nécessité libérale (ISBN 2-88108-644-6), éd. de l’Aire, 2003
- Vocation créateurs, avec Pascal Perez, 2004, livre sur la création d’entreprise
- Les hommes, ce qui les rend beaux, éd. Favre, 2005
- Handicap entre différence et ressemblance, éd. Favre, 2007
- Andrea Mastrovito | Tigres de papier, avec Andrea Bruciati, Paolo Colombo, Joseph del Pesco, Paul Ardenne, éd. monografik, 2008
- Working Men, le travail dans l’art contemporain, avec Paul Ardenne, éd. Que, 2008
- A toi bien sûr, éd. l'Âge d’Homme, novembre 2008
- Kris Van Assche, Amor o muerte, éd. L'Âge d’Homme, 2009
- Victoire, Ed. l'Âge d’Homme, 2009
- Peintures. Please pay attention please, avec Paul Ardenne, éd. La Muette, 2010
- Architecture Émotionnelle, Matière à penser, Collectif sous la direction de Paul Ardenne et Barbara Polla, Ed. La Muette, 2011
- Jacques Coulais Pictor Maximus, avec Paul Ardenne, éd. Take5, 2011
- Tout à fait femme, Odile Jacob, 2012
- Noir Clair dans tout l’univers, Collectif sous la direction de Barbara Polla, éd. La Muette, 2012
- IN IT, Ali Kazma — Paul Ardenne, Barbara Polla, Managing editor, 2012
- L’Ennemi public, Collectif sous la direction de Barbara Polla, Paul Ardenne et Magda Danysz, éd. La Muette, 2013
- Mat Collishaw ou l’horreur délicieuse, Collectif sous la direction de Barbara Polla, éd. La Muette, 2013
- Tout à fait homme, Odile Jacob, 2014
- Troisième Vie, Eclectica, 2015
- Vingt-cinq os plus l’astragale, Lausanne, art&fiction, 2016, 120 p. ISBN 978-2-940377-95-4
- Eloge de l'érection, Barbara Polla, Dimitris Dimitriadis, éd. La Muette, 2016
- Femmes hors normes, Odile Jacob, 2017
- IVORY HONEY, New River Press, 2018
- Le Nouveau Féminisme, Combats et rêves de l'ère post-Weinstein, Odile Jacob, 2019
- Moi, la grue, Barbara Polla et Julien Serve, ed. Plaine page, 2019
- Paul-pris-dans-l’écriture, Barbara Polla, preface by Bruno Wajskop, illustrations by Julien Serve, La Muette Le Bord de L’eau, 2020 ISBN 9782356877376
- Traversée d’amour, Barbara Polla, in : Traversée, Collectif, editorial direction Nathalie Guiot, Ed. Ishtar, 2020
- ÉQUINOXE, Souvenirs d’un printemps confiné, Collectif poétique sous la direction de Barbara Polla, Pan des Muses — Éditions de la SIÉFÉGP, 2020